# 圣梅达尔 (安德尔省)
圣梅达尔（法語：Saint-Médard，法語發音：[sɛ̃ medaʁ]）是法国安德尔省的一个市镇，位于该省西北部，属于沙托鲁区。

## 地理
圣梅达尔（46°59'59"N, 1°14'48"E）面积12.6 平方千米，位于法国中央-卢瓦尔河谷大区安德尔省，该省份为法国中部省份，北起卢瓦-谢尔省，西北接安德尔-卢瓦尔省，西南接维埃纳省，南至克勒兹省和上维埃纳省，东临谢尔省。
与圣梅达尔接壤的市镇（或旧市镇、城区）包括：安德尔河畔沙蒂永、安德尔河畔帕吕欧、普雷欧、勒特朗热、维勒多曼。

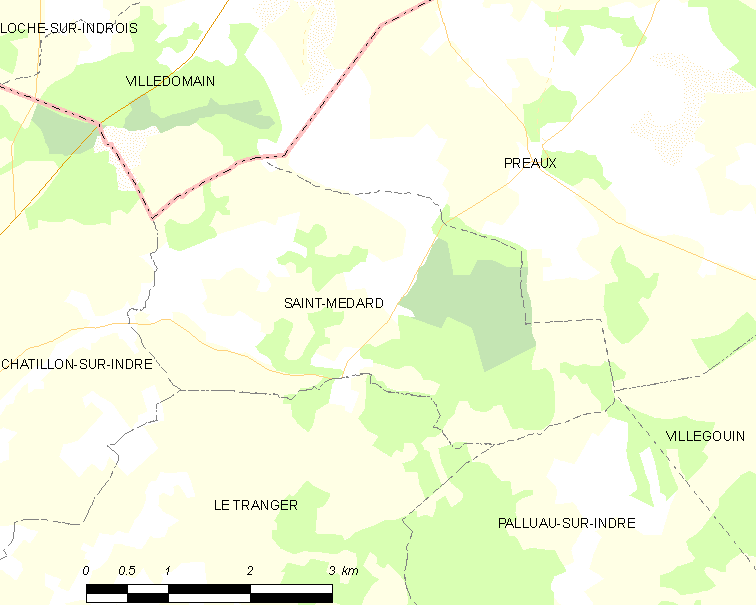
的OSM定位图

圣梅达尔的时区为UTC+01:00、UTC+02:00（夏令时）。

## 行政
圣梅达尔的邮政编码为36700，INSEE市镇编码为36203。

## 政治
圣梅达尔所属的省级选区为比藏赛县。

## 人口

1962-2008年间人口变化图示

圣梅达尔于2022年1月1日时的人口数量为61人。